# Liste der denkmalgeschützten Objekte in Unterweißenbach
Die Liste der denkmalgeschützten Objekte in Unterweißenbach enthält die 7 denkmalgeschützten, unbeweglichen Objekte in Unterweißenbach.

## Denkmäler
| Foto |                 | Denkmal                                                         | Standort                                                     | Beschreibung | Metadaten |
| ---- | --------------- | --------------------------------------------------------------- | ------------------------------------------------------------ | --- | --- |
| ja   | Datei hochladen | Kapelle, sog. Glashüttenkreuz HERIS-ID: 20586 Objekt-ID: 16890  | Hinterreith Standort KG: Landshut                            | 1839 in Hinterreith erbaute Wegkapelle mit Walmdach am Waldrand an der Unterweißenbacher Straße. Der Grundriss der im Steinbloß-Stil erbauten Kapelle ist quadratisch. Links neben dem Eingang ist eine Marmortafel mit folgender Inschrift angebracht: „Zum Gedenken an Herrn Josef Kappacher, welcher am 16. Nov. 1963 hier plötzlich verschieden ist. Wanderer gedenke seiner im Gebete!“ | BDA-Hist.: Q37855025 Status: § 2a Stand der BDA-Liste: 2025-06-30 Name: Kapelle, sog. Glashüttenkreuz GstNr.: 6020/3                                  |
| ja   | Datei hochladen | Kath. Pfarrkirche Hl. Nikolaus HERIS-ID: 20562 Objekt-ID: 16866 | Markt Standort KG: Unterweissenbach                          | 1334 befand sich an selber Stelle ein romanischer Kirchenbau. Der gotische Altarraum mit kreuzrippengewölbten Joch wurde Ende des 14. Jahrhunderts errichtet. Der Turm, ursprünglich mit Zwiebeldach, dürfte danach erbaut worden sein. Um 1500 folgte die Erweiterung des Langhauses um ein zweites Schiff durch Baumeister Mathes Klayndl. Zwischen 1709 und 1884 brannte die Kirche viermal. 1834 wurde ein breitgestalteter Stiegenaufgang zum Kirchenplatz angelegt und 1862 der spitze Turmhelm gezimmert. 1957 baute Johann Pirchner eine neue Orgel in das alte Barockgehäuse. Die letzte große Renovierung, die den 47,5 m hohen Turm, den Putz, das Dach und die Fenster betraf, fand mit der feierlichen Turmkreuzsteckung 1995 ihren Abschluss. | BDA-Hist.: Q16269209 Status: § 2a Stand der BDA-Liste: 2025-06-30 Name: Kath. Pfarrkirche Hl. Nikolaus GstNr.: .101 Pfarrkirche Unterweißenbach       |
| ja   | Datei hochladen | Grabdenkmäler HERIS-ID: 20564 Objekt-ID: 16868                  | Markt Standort KG: Unterweissenbach                          | Vor der Pfarrkirche stehen drei bemerkenswerte, schmiedeeiserne Grabkreuze von Karl Kaufmann aus den Jahren 1760–1775. | BDA-Hist.: Q37854957 Status: § 2a Stand der BDA-Liste: 2025-06-30 Name: Grabdenkmal/Epitaph GstNr.: 1823 Pfarrkirche Unterweißenbach - rokoko crosses |
| ja   | Datei hochladen | Ehemaliges Bezirksgericht HERIS-ID: 20561 Objekt-ID: 16865      | Markt 1 Standort KG: Unterweissenbach                        | Von 1729 bis 1848 war das hakenförmige, zwei- bis dreigeschoßige Gebäude Sitz der Pfleger und Landgerichtsverwalter der Herrschaft Ruttenstein (siehe Burgruine Ruttenstein), seit 1868 diente es als Bezirksgericht für den bis 2003 bestehenden Gerichtsbezirk Unterweißenbach. Das Gebäude selbst stammt in Teilen aus dem 16. und 17. Jh. Im Inneren befinden sich ebenerdig Räume mit Tonnen- bzw. Stichkappengewölben. | BDA-Hist.: Q37854901 Status: Bescheid Stand der BDA-Liste: 2025-06-30 Name: Ehemaliges Bezirksgericht GstNr.: .98                                     |
| ja   | Datei hochladen | Pfarrhof HERIS-ID: 20563 Objekt-ID: 16867                       | Markt 13 Standort KG: Unterweissenbach                       | Der nördlich der Kirche gelegene zweigeschoßige Pfarrhof mit Satteldach wurde im 17. Jh. erbaut, 1724 erweitert und aufgestockt und 1984 restauriert. | BDA-Hist.: Q37854936 Status: § 2a Stand der BDA-Liste: 2025-06-30 Name: Pfarrhof GstNr.: .102 Pfarrhof Unterweißenbach                                |
| ja   | Datei hochladen | Pranger HERIS-ID: 20580 Objekt-ID: 16884                        | vor Markt 21 Standort KG: Unterweissenbach                   | Der vor dem Haus Nr. 21 aufgestellte Pranger trägt die Jahresbezeichnung 1650. | BDA-Hist.: Q37855012 Status: § 2a Stand der BDA-Liste: 2025-06-30 Name: Pranger GstNr.: 3927/2 Pranger Unterweißenbach                                |
| ja   | Datei hochladen | Bildstock HERIS-ID: 20568 Objekt-ID: 16872                      | in der Nähe von Schulstraße 28 Standort KG: Unterweissenbach | Tabernakelpfeiler aus dem 16. Jh. am nördlichen Ortsausgang an der Durchzugsstraße in Richtung Windhing auf Höhe der Abzweigung nach Landshut. | BDA-Hist.: Q37854985 Status: § 2a Stand der BDA-Liste: 2025-06-30 Name: Bildstock GstNr.: 1752 Tabernakelpfeiler Unterweißenbach                      |